# Аринский язык
Аринский язык — мёртвый язык енисейской семьи. Вышел из употребления во второй половине XVIII века. Был распространён к северу от Красноярска. 
Аринские гидронимы на -set, -sat (sat 'река') плотно представлены в бассейне Средней Оби, в частности на Кети, Чижапке и Чае. Довольно широко распространены и аринские гидронимы на -kul' (kul' — вода, река): Ускул, Кулурей, Модонкуль и др.
Грамматический строй — агглютинативно-флективный, преобладали синтетические средства выражения грамматического значения. Письменность отсутствовала.
Аринский язык наиболее близок пумпокольскому языку.

## Лексика

### Имя существительное
| Некоторые существительные родственных языков енисейской семьи | Некоторые существительные родственных языков енисейской семьи | Некоторые существительные родственных языков енисейской семьи | Некоторые существительные родственных языков енисейской семьи | Некоторые существительные родственных языков енисейской семьи | Некоторые существительные родственных языков енисейской семьи | Некоторые существительные родственных языков енисейской семьи | Некоторые существительные родственных языков енисейской семьи | Некоторые существительные родственных языков енисейской семьи | Некоторые существительные родственных языков енисейской семьи | Некоторые существительные родственных языков енисейской семьи | Некоторые существительные родственных языков енисейской семьи | Некоторые существительные родственных языков енисейской семьи | Некоторые существительные родственных языков енисейской семьи |
|                                                               | бог                                                           | небо                                                          | вечер                                                         | лес                                                           | дерево                                                        | земля                                                         | глина                                                         | поле                                                          | снег                                                          | вода                                                          | ветер                                                         | дух                                                           | вино                                                          |
| ------------------------------------------------------------- | ------------------------------------------------------------- | ------------------------------------------------------------- | ------------------------------------------------------------- | ------------------------------------------------------------- | ------------------------------------------------------------- | ------------------------------------------------------------- | ------------------------------------------------------------- | ------------------------------------------------------------- | ------------------------------------------------------------- | ------------------------------------------------------------- | ------------------------------------------------------------- | ------------------------------------------------------------- | ------------------------------------------------------------- |
| Аринский                                                      | еc                                                            | эc                                                            | пись                                                          | още                                                           |                                                               |                                                               | тьюбурунг                                                     | кья́ба                                                         | тье                                                           |                                                               | паи                                                           |                                                               | арага́                                                         |
| Коттский                                                      | еш                                                            |                                                               | пи́чига                                                        | акь                                                           |                                                               | панг                                                          |                                                               | карерь                                                        | тикь                                                          | уль                                                           |                                                               |                                                               |                                                               |
| Ассанский                                                     | эc, эш                                                        | эш                                                            | пиджига                                                       | енаӷа́й                                                        |                                                               | панг                                                          | тьӷу                                                          | ка́рань                                                        | тикь, тыгь                                                    | уль                                                           | бей                                                           |                                                               |                                                               |
| Имбатский                                                     | ес                                                            | ес                                                            | бись                                                          | акь                                                           | оксе                                                          | бах                                                           |                                                               | лямь                                                          | беть                                                          | уль                                                           | бей                                                           |                                                               | бино                                                          |
| Пумпокольский                                                 | еч                                                            | еч                                                            | бичидинь, бись                                                | акь                                                           | оксы                                                          | бинг                                                          |                                                               | ембагь                                                        | тыгь, бечь                                                    | уль                                                           |                                                               | бей                                                           | бино                                                          |
| Примечание                                                    | [ 1 ] [ 2 ]                                                   | [ 1 ] [ 2 ]                                                   | [ 3 ]                                                         | [ 4 ] [ 5 ] [ 6 ]                                             | [ 7 ]                                                         | [ 8 ] [ 9 ] [ 10 ]                                            | [ 11 ]                                                        | [ 12 ] [ 13 ]                                                 | [ 14 ]                                                        | [ 15 ]                                                        | [ 16 ]                                                        | [ 16 ] [ 17 ]                                                 | [ 18 ] [ 9 ]                                                  |